# امانوئل سواگر
امانوئل سواگر (انگلیسی: Emanuele Suagher؛ زادهٔ ۲۶ نوامبر ۱۹۹۲) بازیکن فوتبال اهل ایتالیا است.
از باشگاه‌هایی که در آن بازی کرده‌است می‌توان به باشگاه فوتبال کارپی، باشگاه فوتبال کروتونه، باشگاه فوتبال آتالانتا، باشگاه فوتبال پیزا، و باشگاه فوتبال چزنا اشاره کرد.
وی همچنین در تیم‌های ملی فوتبال زیر ۱۹ سال ایتالیا، زیر ۲۰ سال ایتالیا، و زیر ۲۱ سال ایتالیا بازی کرده‌است.